# Ten no Hate made
Ten no Hate Made (jap. 天の涯まで, Bis zum Himmel) ist eine abgeschlossene Manga-Serie der japanischen Zeichnerin Riyoko Ikeda (Die Rosen von Versailles). Sie thematisiert einen Abschnitt der polnischen Geschichte des 18. und 19. Jahrhunderts.

## Veröffentlichungen
Ten no Hate Made erschien 1990 in drei Bänden bei Asahi Shinbunsa. Die Serie erschien 1996 in Polen unter dem Titel Aż do nieba und war der erste Manga in polnischer Sprache. Bislang ist das die einzige Veröffentlichung außerhalb Japans, eine Veröffentlichung auf Deutsch ist bisher nicht vorgesehen.

## Handlung
Der Manga beschäftigt sich mit dem historischen Geschehen in Polen Ende des 18. und Anfang des 19. Jahrhunderts. Zu dieser Zeit war Polen geteilt, später existierte es nicht mehr auf den Karten, bis Napoleon das Herzogtum Warschau gründete. Die Geschichte erzählt das Leben von Prinz Josef Poniatowski, der schwer unter Polens Unterdrückung gelitten hat und seinem Vaterland zu seiner Freiheit verhelfen wollte. Dabei nimmt die Autorin Bezug auf historische Persönlichkeiten, hält sich aber nicht allzu genau an historische Fakten.

### Erster Band
Andreas Poniatowski, der Bruder des polnischen Königs, ist gerade aus Wien zurückgekehrt und feiert mit seiner Hochzeit mit Teresa. Plötzlich verlässt er die Feier um kurze Zeit später mit einem Kind im Arm zurückzukehren. Dieses Kind ist ihm gerade von einer ehemaligen Geliebten, Natascha, die aus Russland geflohen ist, übergeben worden. Die Frau stirbt bei der Ankunft und Andreas bleibt nichts anderes übrig, als sich um das Kind zu kümmern. Er verkündet auch sogleich, dass sein Sohn sein rechtmäßiger Nachfolger sein wird.
Im königlichen Palast ist unterdessen ein unglücklicher König, Stanislaw August, anzutreffen. Er möchte seinen Verwandten begreiflich machen, dass er auf sein Königsamt verzichten würde, da er bei seiner geliebten, Katarina der Großen, sein möchte. 

Einige Zeit später. Teresa und Andreas haben weiteren Nachwuchs bekommen. Felix, so steht für Teresa fest, wird der neue König werden. Da der amtierende König keine Söhne hat, stehen die Söhne seines Bruders Andreas an oberster Stelle. Aber Andreas hat Josef, den unehelichen Sohn, zum Nachfolger bestimmt. Besagter Andreas ist unterdessen bei seiner Geliebten Henrietta. Er verlässt sie aber kurz darauf, da er sich mit einer geheimen Gruppierung treffen will, deren Ziel es ist, dem unterdrückten Polen seine Freiheit zurückzugeben. Als er nach Hause zurückkehrt, stellt er seinem Haushalt Tadeus Kosciuszko vor, bevor er plötzlich zusammenbricht. Tadeus hatte ihn angegriffen, da er die königliche Familie als Marionetten der Zarin ablehnt. Trotzdem ermöglicht Andreas dem jungen Mann die Aufnahme an einer neuen Militärschule. Entscheidend ist aber, dass der Freiheitskämpfer den jungen Josef so beeindruckt hatte, dass es ihn sein Leben lang zeichnen sollte. Kurz darauf muss Andreas auf Geheiß des Königs gegen seine eigene Organisation in den Krieg ziehen. Er kommt schwer krank nach Hause zurück und stirbt. Seine Geliebte Henriette nimmt sich seines Sohnes an. Sie wird für Josef ebenfalls eine Geliebte.

### Zweiter Band
Josef ist erwachsen geworden und hat sich als Soldat bewährt. Nun muss er sich entscheiden, ob er im russischen oder im österreichischen Heer dienen will und er entscheidet sich für Österreich. Neun Jahre vergehen und als Josef 1787 nach Polen zurückkehrt, hat seine Geliebte Henrietta bereits einen neuen Liebhaber, obwohl sie Josef immer noch liebt. Er muss außerdem feststellen, dass Stanislaws Position als König stark geschwächt ist. Als er später mit seinem Onkel zu einer Reise aufbricht, lernt Felix die naive Zelia Sitanska kennen. Da Felix von dieser Frau sehr fasziniert ist, nutzt er ihre Naivität aus und infolgedessen wird sie schwanger. Daraufhin erscheint Zelias wütender Vater und verlangt von Josef, dass er das Kind anerkennt. Da Zelia ihr Kind Josef genannt hat, glaubt ihr Vater nun, dass Josef der Vater des Kindes ist. Sehr zu Felix Ärger erkennt Josef das Kind auch an. Felix würde das Kind lieber behalten und Zelia heiraten, aber seine Mutter Teresa ist über diese Idee entsetzt. So wird Felix mit einer Braut vermählt, die Teresa ihm aussucht.  Das ist nicht die einzige Hochzeit in diesem Band. Auch die jüngere Schwester von Josefs bestem Freund Theodor wird verheiratet. Inzwischen nähert sich die Geschichte einem der wichtigsten Daten der polnischen Geschichte, dem 3. Mai 1791. Stanislaw versucht den Sejm (polnisches Parlament) auf seine Seite zu ziehen um eine neue, unabhängige Verfassung durchzusetzen. Josef unterstützt seinen Onkel nach Leibeskräften, während Felix immer wieder gegen seinen Onkel intrigiert. So lassen sich die Gegner des Königs auf einen Handel mit Katherina der Großen ein, die ihrem Heer daraufhin befiehlt Polen anzugreifen. Josef dagegen begleitet das polnische Heer und bemüht sich an der Grenze zur Ukraine das russische Heer abzuwehren.

### Dritter Band
Die Situation der polnischen Armee ist jedoch aussichtslos. Pausenlos drängt Katharinas Heer die polnische Armee zurück. Außerdem gelingt es der intriganten Zarin bei den Friedensverhandlungen zwischen Stanislaw und ihr, dass der König sich gegen seine eigene Armee stellen muss. Bitter und enttäuscht verlässt Josef mach Kriegsende das Land. Als er zurückkehrt, stellt er fest, dass sein langjähriger Freund Tadeus sich von der Begeisterung über die Französische Revolution  hat anstecken lassen. Er möchte ein Heer errichten, dass nicht nur aus Adligen besteht, sondern auch den Menschen der Bürgertums und der Bauernschicht zugänglich ist. Da dies jedoch das Ende der Monarchie in Polen bedeuten würde, löst Josef seine Freundschaft mit Tadeus auf. Dann stürzt Josef sich, diesmal mit Felix an seiner Seite, in dem Kampf um Polens Freiheit, aber das Vorhaben gelingt nicht. Felix stirbt bei dem Versuch sich in das feindliche Lager zu schleichen. Stanislaw August muss abdanken und Polen wird unter den Mächten Russland, Deutschland und Österreich aufgeteilt. Dann erscheint Napoleon Bonaparte, der Polen die Freiheit verspricht. Der General findet Gefallen an Josefs Jugendfreundin Maria Walewska, aber diese sträubt sich sehr dagegen ihren Ehemann zu betrügen. Doch nachdem sowohl Josef als auch alle anderen, zu guter Letzt auch ihr Ehemann selber auf sie einreden, beginnt sie eine Affäre mit Napoleon. Und tatsächlich schafft dieser es, Polen für eine kurze Zeit die Eigenständigkeit zurückzugeben als er das Herzogtum Warschau gründet. Während Henrietta immer noch sehnsüchtig auf Josef wartet zieht dieser mit Napoleon in den Krieg. Durch eine Verwundung macht er in Krakau halt und als er später nach Warschau zurückkehrt, bringt er eine Frau und ihren gemeinsamen Sohn Felix mit sich. Er bittet Henrietta auf den beiden Unterkunft zu gewähren, bis er ein Quartier gefunden hat. Aber der Krieg geht weiter und diesmal marschiert Josef nach Leipzig. Die Völkerschlacht bei Leipzig, bei der Napoleon unterliegt, überlebt Josef nicht. Henrietta nimmt, wie ihm zuvor versprochen, nach seinem Tode Gift. Theodor, Josefs Freund, wird ein erfolgreicher Geschäftsmann, seine Schwester Maria folgt Napoleon in die Verbannung. 1815, auf dem Wiener Kongress werden Europas Grenzen neu gezogen und Polen wird wieder Königreich, erreicht seine vollständige Unabhängigkeit aber erst im 20. Jahrhundert.

## Figuren
- Josef Poniatowski (poln. Józef Antoni Poniatowski, historische Person)

Er ist die Hauptfigur dieser Geschichte. Er ist der uneheliche Sohn von Andreas Poniatowski und Natascha Suworow, die mit einem russischen General verheiratet ist. Er hat in seiner Jugend unter seiner Stiefmutter zu leiden und auch sein Vater hat wenig zeit für ihn. So entwickelt er sich zu einem Unruhestifter und Draufgänger, kämpft aber später engagiert um die Freiheit seines Vaterlandes.
- Henrietta Vauban (historische Person)

Die Dame ist anfangs eine der Geliebten von Andreas Poniatowski und wendet sich nach dessen Tod seinem Sohn Josef zu. Dieser nennt sie auch Wratka. (Die historische Henrietta war nur die Geliebte von Josef)
- Andreas Poniatowski (poln. Andrzej Poniatowski, historische Person)

Er ist der Bruder des polnischen Königs und Josefs Vater. Er hat zahlreiche Affären, deshalb wundert es auch niemanden, dass eines Tages eine seiner Geliebten auftaucht und ihm erklärt, dass er einen Sohn hat. (In dem Manga wird er als Mitglied der Organisation „Partei der Patrioten“ dargestellt, was er aber nicht gewesen ist.)
- Teresa Poniatowski (poln. Teresa Poniatowska, historische Person)

Sie ist Andreas Ehefrau. Sie möchte ihren Sohn Felix auf dem Thron sehen. Da Josef als Erstgeborenem dieses Recht zusteht, lässt sie ihn spüren, dass er ihr unwillkommen ist. (Die historische Teresa liebte ihren Stiefsohn, dieser hat ihre Liebe aber nie erwidert.)
- Felix Poniatowski

Er ist Josefs Stiefbruder und Teresas leiblicher Sohn. Er erbt den Hass seiner Mutter auf seinen Stiefbruder und versucht mit allen Mitteln, diesem das Leben schwer zu machen.
- Stanislaw Poniatowski (poln. Stanisław August Poniatowski, historische Person)

Er ist der polnische König. Er ist ein sehr kluger Herrscher, der aber einen schwachen Charakter aufweist. Er schwärmt für Katarina die Große, was ihm in der Zeit der Unterdrückung Polens durch Russland keine Beliebtheit beim Volk bringt.
- Katharina die Große (historische Person)

Sie ist Zarin von Russland und nutzt ihre Beliebtheit beim polnischen König zugunsten ihrer politischen Macht aus. Die Affäre mit Stanislaw ist ein offenes Geheimnis.
- Zelia Sitanska (historische Person)

Sie hat eine Liaison mit Felix und wird daraufhin ungewollt schwanger. (Die historische Zelia hatte ein Kind mit Josef. Felix hat schließlich nie existiert.)
- Theodor Locienski

Er ist Josefs bester Freund und unterstützt ihn immer. Er möchte, dass Josef seine kleine Schwester Maria heiratet, sehr zu dessen Missfallen.
- Maria Locienska

Sie ist die jüngere Schwester Theodors und noch ein kleines Mädchen, als sie Josef zum ersten Mal trifft. Ihr erster Mann ist Prinz Waleski, aber auf Grund der politischen Umstände wird sie später Napoleons Geliebte, da Josef sie darum bittet.
- Tadeus Kosciuszko (poln. Tadeusz Kościuszko, historische Person)

Tadeus ist ein polnischer Held. Er ist der einzige, der dem kleinen Josef seine Aufmerksamkeit schenkt, der ihn seit diesem Zeitpunkt mehr als bewundert. (Tadeusz Kościuszko kämpfte auch für die Unabhängigkeit der Vereinigten Staaten von Amerika.)